# スウィングル・シンガーズ

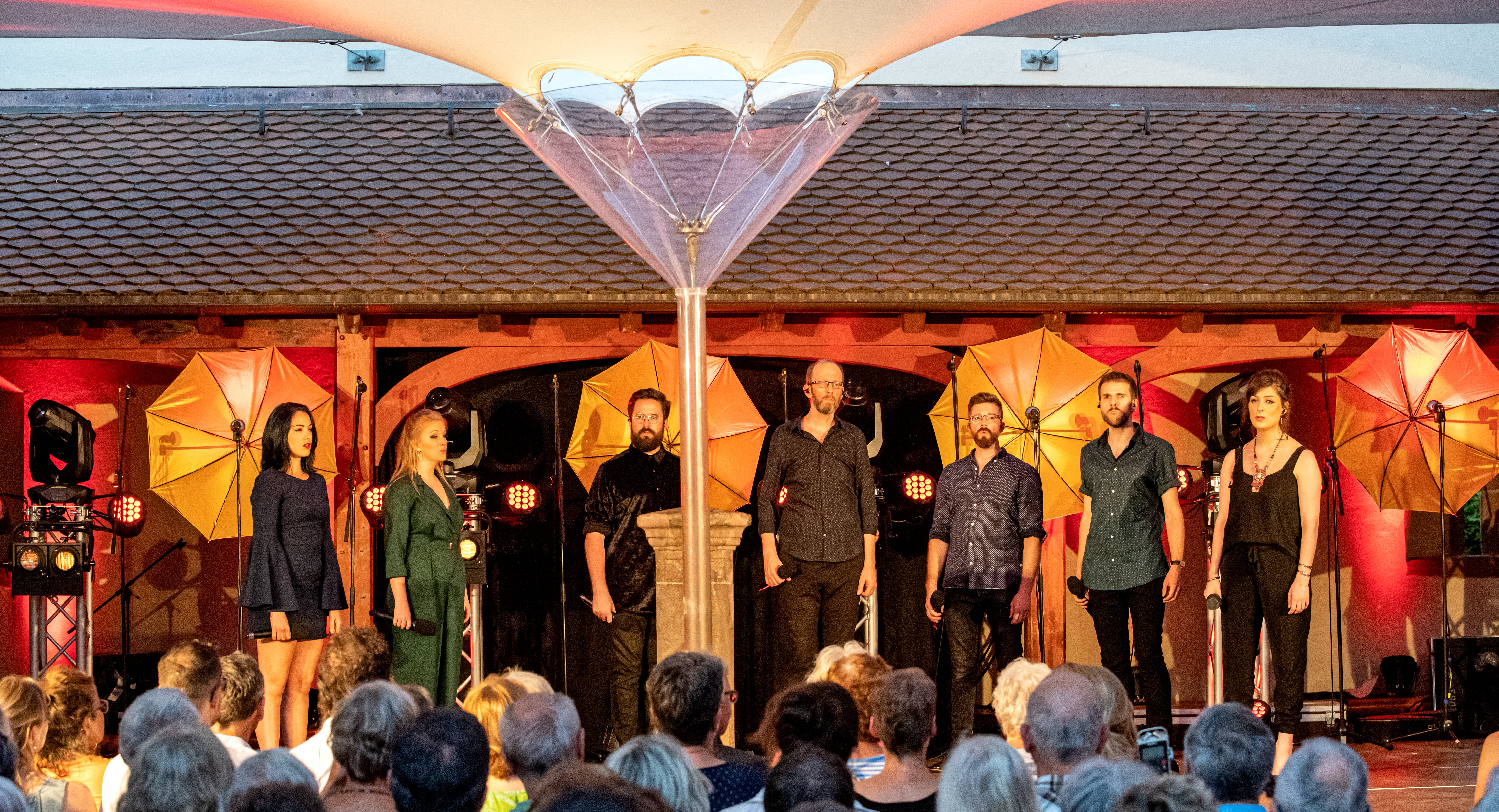
2019年6月29日のKirchzarten（ドイツの）黒い森の声祭りのむら

ザ・スウィングル・シンガーズ（The Swingle Singers）は、アメリカ合衆国出身のワード・スウィングル（Ward Swingle, 1927年9月21日- 2015年1月19日）が、1962年にフランスのパリで結成したア・カペラ・ヴォーカル・グループ。
結成当初のメンバーはアンヌ・ジェルマン、ジャネット・ボーコモン、ジャン・キュサックらで、ミシェル・ルグランの姉のクリスチャンヌ・ルグラン（Christiane Legrand）がリード・ソプラノ。

## 概要
グループは全部で8人のメンバーからなり、構成はソプラノ、アルト、テノール、バス、各2名。ジャズのスキャットの歌唱法を男女の混声合唱に持ち込んだそのサウンドは、ジャズの側からもクラシックの側からも異色で新鮮なものとして評価され、一般にも理解しやすい音楽は「ダバダバ」コーラスとして知られる。
バッハ・シリーズのヒットから始まってベートーヴェン、チャイコフスキーからオペラ（ロッシーニ）にいたるまでクラシック音楽でのレパートリーを拡げ、さらに現代ポップスのヒットチャート（ビートルズ・ビージーズなど）やその他のスタンダード・ナンバーのアレンジと、幅広い楽曲の複雑かつテクニカルかつ印象的なカバーを生み出している。アレンジはジャズの和声法やスタイルが基調であることが多い。ナット・キング・コールなど洗練された歌手・ピアニストの影響も見られる。

## 経歴
レ・ドゥブル・シス（Les Double Six）という有名なフランスのヴォーカル・グループに在籍していたワード・スウィングルに率いられて、スウィングル・シンガーズはシャルル・アズナヴールやエディット・ピアフといった歌手たちのバックで歌うセッション・シンガーとして活動を始めた。ミシェル・ルグランのためにジャズ・ヴォーカルをやっていたが、ミシェル・ルグランが映画音楽の仕事のためハリウッドに去ると、つまらない仕事しかなくなって、スウィングルはやりがいのあるものを探し、J・S・バッハの『平均律クラヴィーア曲集』に目をつけた。そうして作られたアルバム『Bach's Greatest Hits』は大ヒットとなった。
1967年にラヴェルの亡き王女のためのパヴァーヌを録音したが、版権所有者（作曲者の弟エドゥアールの運転手）が、レコードにその演奏を入れることを反対したため、ロドリーゴのアランフェス協奏曲に置き換えられた（Concerto d'Aranjuez • Swingle Singers • "Sounds of Spain"）。その後も、亡き王女のためのパヴァーヌは演奏会で取り上げられることはあっても、レコードやCDで発売されてはいない。
モダン・ジャズ・カルテット（MJQ）と共演したJ・S・バッハの『G線上のアリア』（アルバム『ヴァンドーム広場』収録）も大ヒットとなった。ルチアーノ・ベリオのポストモダン交響曲、8声と管弦楽のための『シンフォニア』（1968年）は、スウィングル・シンガーズを念頭に置いて書かれたもので、オリジナル録音にも参加している。他にも、現代音楽作曲家ベン・ジョンストン（en:Ben Johnston (composer)）の『Ci-Git Satie』や『Visions and Spels』をレコーディングしている。
スウィングル・シンガーズの活動は2期にわかれ、第1期は1962年から1973年にかけてフランスを拠点に、第2期は1973年から現在までイギリスを拠点に活動している。（第2期には、スウィングルII（Swingle II）、ザ・スウィングルズ（The Swingles）、ザ・ニュー・スウィングル・シンガーズ（The New Swingle Singers）という名前を用いていることもある）。メンバーは時期によって異なる。
現在のメンバーは以下の通り。
- ジョアンナ・ゴールドスミス（ソプラノ）
- ジュリー・ケンチ（ソプラノ）
- クレア・ホイーラー（アルト）
- ジョアンナ・マーシャル（アルト）
- リチャード・エテソン（テノール）
- トム・バラード（テノール）
- ケヴィン・フォックス（バス）
- トバイアス・ハグ（バス）

## 現在
現在はイングランドのロンドンを拠点にしている。基本的にはア・カペラだが、時にはベースやドラムスの伴奏を使うこともある。
1988年にはスタイル・カウンシルと、アルバム『コンフェッション・オブ・ア・ポップ・グループ』の中の『The Story of Someone's Shoe』で、また1996年にはフランスのポップ・スター、エティエンヌ・ダオーと、アルバム『Eden』の中の『Timide intimité』と『Soudain』で共演した。
クラシック音楽にも積極的で、2005年にレコーディングした、J・S・バッハの『平均律クラヴィーア曲集』から『前奏曲 ヘ短調』は、ウェールズのシンガーソングライター、Jem（en:Jem (singer)）のヒット・シングル『They』（en:They (song)）の中に取り込まれ、さらに2006年には映画『The Gigolos』（en:The Gigolos）でも使われた。同じ年にレコーディングしたJ・S・バッハの『フーガ BWV578』も映画『サンキュー・スモーキング』で取り上げられた。
近作（アルバム）には以下のものがある。
- Concerto d'Aranjuez（2004年）
- American Look（2005年）
- ダバダバ・スウィング（Dabadaba Swing, 2006年）
- Unwrapped（2006年）
- ゴーイング・バロック~サン・ピエトロ作戦（Going Baroque, 2007年）